# Cold War
Cold War (/koʊld wɔːr/), (с англ. — «Холодная война») — видеоигра в жанре стелс-экшена, созданная чешскими разработчиками «Mindware Studios» и изданная «DreamCatcher Games». Игра очень напоминает серию игр Splinter Cell в использовании системы скрытности и использовании сюжета на политическую тему.
Главный герой игры — Мэттью Картер, американский репортёр. Его цель — получить Пулитцеровскую премию, написав сенсационную статью про СССР. Прилетев в Москву 25 апреля 1986 года, Картер оказывается в центре заговора КГБ против Президента СССР Михаила Горбачёва. В ходе развития сюжета, который содержит в себе неожиданные повороты, игроку предстоит узнать альтернативную версию аварии на Чернобыльской АЭС.

## Геймплей
Главной особенностью игры является наличие в руках игрока рентгеновского фотоаппарата, не имеющего аналогов в других играх. С помощью этого секретного устройства американский репортёр может спокойно наблюдать за противником сквозь любые препятствия, временно лишать его сознания и совершать взрывы, детонируя топливо. В объектив камеры видны контуры непрозрачных объектов, скелеты людей, а активные взрывоопасные объекты подсвечиваются специальным цветом. Ограничением для этого оружия является дальность действия, скорость перезарядки между двумя сеансами наблюдения и между самими действиями, что не позволяет использовать его постоянно.
Принципиальное отличие геймплея от серии Splinter Cell заключается в добавлении системы инвентаря, в котором можно создавать и модернизировать инструменты и оружие. По аналогии с прокачкой персонажа в ролевых играх в игру введена система баллов, получаемых в ходе игры. Эти баллы главный герой получает, отыскивая папки с секретными документами. Полученные технические очки можно тратить на освоение действий для создания нового гаджета. Сам гаджет собирается из подручных средств: пластиковых бутылок, банок, будильника и др.
Аналогично Сэму Фишеру, Мэттью Картер может идти двумя путями: прятаться по углам и действовать скрытно или взять в руки мощное оружие и взяться за истребление целых групп врагов. Однако ввиду ограничения боеприпасов, боевой режим не позволит проходить таким способом всю игру. Кроме того, репортёр лишён акробатических способностей американского агента, однако также может прятаться в шкафу и под столом от противника.
Игры в прятки невозможны на двух уровнях игры, когда игрок непосредственно управляет Грушковым. У начальника охраны Президента СССР в руках автомат Калашникова, у него просто нет времени, чтобы прятаться по углам.
Видов противника в игре не так много, но каждый характеризуется своими особенностями. Учёные и рабочие могут лишь поднять тревогу и не способны сражаться. Милиционеры и сотрудники КГБ вооружены в основном пистолетами, различаясь точностью стрельбы и запасом жизни. Милиционера намного легче отвлечь водкой и сигаретами. Спецназовцы — самый устойчивый к воздействию противник в игре, не реагирует на эфирные мины, удары по голове и вооружены автоматом Калашникова. Большой фонарь позволяет спецназовцу найти шпиона в темноте.

## Персонажи
- Мэттью Картер — американский репортёр, мечтающий получить Пулитцеровскую премию за своё журналистское расследование в СССР.
- Александр Грушков — начальник охраны Президента СССР, хорошо подготовленный боец.
- Соня Яковлева — физик-ядерщик, один из главных участников секретного проекта КГБ.
- Георгий Баринский — полковник КГБ, готовящий государственный переворот, противник реформ, сталинист.
- Михаил Горбачёв — Президент СССР, начавший период гласности и перестройку.

## Сюжет
Сюжет игры содержит в себе огромное количество штампов времён Холодной войны. Некоторые критики назвали его «одним из самым бредовых за всю историю компьютерных игр».

### Встреча в Мавзолее
25 апреля 1986 года в Шереметьево приземляется самолёт с американским журналистом Мэттью Картером на борту — некто Сергей подкинул ему информацию, что в Мавзолее должна состояться тайная встреча между Президентом СССР Горбачёвым и агентом ЦРУ. Картер предчувствует Пулитцеровскую премию. Когда багаж Картера проходит контроль, его фотокамеру подменяют на другую. В это время на Лубянке полковник КГБ Георгий Баринский обсуждает на тайном совещании новые веяния Президента СССР Михаила Горбачёва — они ему совсем не нравятся и, чтобы скомпрометировать лидера страны, КГБ планирует обеспечить упомянутую встречу Горбачёва в Мавзолее Ленина, но на деле никакого агента ЦРУ не существует: Горбачёв должен встретиться с начальником своей охраны Александром Грушковым и участницей секретного проекта КГБ Соней Яковлевой. Яковлева имеет компрометирующие данные на Баринского и через Грушкова хочет передать их Горбачёву.
Картер проникает в Мавзолей мимо охраны, отдает «дань уважения» телу Ленина и прячется в центральном зале. Приходят Горбачёв и Грушков с Яковлевой. Картер достаёт камеру и впадает в недоумение: сквозь объектив он видит не людей, а их скелеты. Решив для начала просто проверить аппарат, Картер фотографирует ближайший огнетушитель и тот неожиданно взрывается. Тут же появляются Баринский и сотрудники КГБ, которые хватают Грушкова и Яковлеву, обвинив их в сговоре с ЦРУ, чьим агентом они объявляют Картера, который якобы готовил покушение на Горбачёва. Для этого в аэропорту на таможне КГБ подменило ему его личный фотоаппарат на рентгеновский, новейшую разработку советских учёных. Горбачёву ничего не остаётся, как поверить в случившееся — все факты говорят сами за себя. Грушкова и Яковлеву доставляют на Лубянку, а самому Картеру, взорвав ещё один огнетушитель, удаётся сбежать. Он бежит из Мавзолея по подземному проходу в Кремль, из которого планирует выбраться через одни из ворот, где снаружи его сбивает «Чайка» Баринского, поджидавшего его в нужном месте.

### События на Лубянке
Картер приходит в себя в тюрьме на Лубянке, а в соседней с ним камере сидит Грушков. Грушков объясняет, что «Баринский и его сторонники никогда не поверят, что Холодная война закончилась». Пока они громко беседуют, приходит охранник, которого Грушкову удаётся оглушить и забрать ключи. Они сбегают с Лубянки, по пути обманув камеры наблюдения и чекистов, и, оказавшись в главном здании КГБ, решают найти запись допросов Яковлевой, которые могут пролить свет на произошедшее и доказать заговор КГБ. Так как Грушков повредил руку, Картеру приходится всё делать самому, получая от Грушкова указания по рации. Судя по записям, чтобы развязать язык Яковлевой, её накачали пентоналом натрия. В записях также прозвучало про какую-то атомную электростанцию и КГБ, но прямых улик против Баринского там нет. Тогда Грушков советует Картеру поискать информацию в кабинете самого Баринского.
Проникнув туда, Картер находит запертый сейф. Сумев вскрыть его, он находит внутри отобранный рентгеновский фотоаппарат и документы, из которых успевает прочитать, что Баринский тайно производит ядерные бомбы на атомной электростанции. Между тем, в сейфе активируется механизм самоуничтожения — все компрометирующие документы мгновенно уничтожены, спасена только фотокамера. Одновременно всё здание Лубянки заполняется противопожарным газом — галоном, но Картеру удаётся раздобыть противогаз и не задохнуться. По подсказкам Гршкова, который тем временем пробрался в комнату наблюдения, Картеру удаётся оглушить Баринского и отобрать у него главный ключ от здания. Они направляются к главной лестнице, но тут выясняется, что подъехал спецназ по приказу Баринского для подготовки путча с использованием ядерных бомб, который прекратит Перестройку и Гласность. Грушков решил влиться в ряды этих спецназовцев, чтобы лично помешать планам полковника КГБ, для чего Картер оглушает оглушает спецназовца со сломанной рукой и Грушков надевает его форму. Далее их пути разделяются. Картер собирается бежать в американское посольство, но на выходе из Лубянки он подслушивает, как Грушков, разговаривая с Горбачёвым, убеждает последнего, что Баринский собирает ядерные бомбы в Чернобыле, куда он в данный момент направляется, и поэтому Грушков просит устроить там внезапную проверку, чтобы поймать Баринского с поличным. Картер тут же вспоминает про Пулитцеровскую премию, незаметно забирается в багажник «Чайки» Баринского и таким способом добирается до Чернобыльской АЭС.

### Авария на Чернобыльской АЭС
Картеру удаётся раздобыть ключ от зала заседаний в комнате охраны, где он подслушивает разговор Баринского с начальником службы безопасности АЭС Бондарчуком. Баринский заявляет о завершении «сверхсекретного стратегического эксперимента под прямым руководством КГБ» и говорит о каких-то «решительных переменах». Внезапно его вызывают к телефону и Картер, последовав за ним, подслушает два разговора. Сначала Баринскому сообщают о побеге Грушкова и Картера, после чего он отдаёт приказ о ликвидации беглецов. Во втором разговоре полковник спрашивает про активацию зарядов, а узнав, что дело идёт не по плану, решает лично спросить с ответственного за эксперимент у входа в реакторный отсек. Оказалось, что Яковлеву доставили с Лубянки, так как только она может активировать заряды, но та пока ещё не пришла в сознание, поэтому планы срываются. Однако Баринский узнаёт, что на станцию едет Президент с инспекцией, поэтому решает отгрузить раньше этого все бомбы, убрав улики, а Яковлеву за ненадобностью лично пристрелить. Пока Баринский добирался к ней через аварийный вход, ввиду поломки основного, Картер проникает прямо через вентиляцию в комнату, где Яковлева лежала без сознания. Не зная, что делать, Картер по рации связывается с Грушковым, который также проник в Чернобыль. Только Яковлева знает, где находятся бомбы на самой станции, поэтому её срочно надо разбудить. Чтобы нейтрализовать наркотик правды, Картеру приходится оттащить женщину в медицинский кабинет и сделать ей там укол адреналина.
Чтобы точно узнать, где хранятся бомбы, Соня предалагает взломать компьютер Баринского из старой серверной комнаты. В файлах Баринского они обнаруживают информацию о шести изготовленных бомбах, причём три из них уже активированы. Также из полученных данных они узнают, что спецназ обязан охранять подземные помещения, причём ходит с персональными дозиметрами, вследствие чего им становится ясно, что бомбы именно в подземелье под АЭС. Картер, вооружившись счётчиком Гейгера, находит две бомбы, а когда идёт за третьей, внезапно с ним связывается Соня и странным голосом говорит, что дезактивационная ванна их не обезвредит, поэтому бомбы надо нести к ней в серверную. В серверной Картера встречает Баринский со спецназом и захваченная Соня. Соня грозит полковнику, что скоро сюда прибудет Президент, который увидит своими глазами, что КГБ использует Чернобыль «как свой личный заводик по производству ядерного оружия», а Картер замечает, что Баринскому не удастся отвертеться даже, если он сбежит — по всему Чернобылю отпечатки его пальцев. Однако Баринский на это отвечает, что у него появились срочные дела «взрывного характера». Он отдаёт приказ о начале второй фазы: включить третий и четвёртый реакторы АЭС на критическую мощность. При этом он заявляет Картеру, что именно из-за помех со стороны репортёра Президент не просто уйдёт в отставку, а «завершит свою блистательную карьеру неожиданно и необратимо» — прежде, чем он поймёт, что произошло, реакторы расплавятся, и Чернобыль взорвётся вместе с Президентом. Местность будет заражена на сотни лет, что озаботит лидеров западных держав, которые из-за этого будут вынуждены оказать помощь новому советскому правительству, которое, в свою очередь, позаботится о том, чтобы выставить Мэттью Картера главным виновником аварии на АЭС, что сильно подорвёт отношения СССР с США.
Баринский забирает Картера с собой, а Соню оставляет связанной, чтобы она взорвалась вместе с Чернобылем. Перед уходом Баринского прорывает на речь, в которой он обвиняет Горбачёва в развале экономики и внутренних конфликтах страны, и что его затея поможет возродить авторитет, каким обладала «Матушка-Россия». Картера помещают в тот же самый багажник «Чайки» Баринского и везут в Кремль. Якоковлевой удаётся связаться по рации с Грушковым, на которого в это самое время начинается охота, так как с Лубянки сообщили о найденном в кладовке спецназовце со сломанной рукой. По рации Яковлева сообщает Грушкову о возможном запуске цепной реакции в реакторах, поэтому нужно эту реакцию остановить. Для начала Грушков пробивается в серверную, чтобы развязать Соню. Она сообщает, что нагрев реакторов начался и температура близка к критической. Они решают предупредить Президента СССР и связываются с ним через закрытый канал. Но только Грушков успевает передать сообщение, как связь пропадает. Поскольку с самим Чернобылем связаться не удаётся, пилот вертолёта с Президентом решает не приземляться, а сделать ещё один круг над областью. Яковлева и Грушков решают заглушить реакторы, опустив в них графитовые стержни. Грушков берёт на себя реактор номер три, а Соня — реактор номер четыре. Когда Грушков останавливает третий реактор, Яковлева неожиданно требует от Грушкова, чтобы он убегал со станции — в четвёртом реакторе уже началась цепная реакция, которую не остановить, и поэтому Яковлева должна будет охлаждать его вручную. У Грушкова остаётся в запасе 15 минут, чтобы уйти из зоны поражения.
Грушков решает бежать через подземные гаражи, куда уже бегут спецназовцы. Начинается разрушение здания, возникает обширный пожар, через который с трудом пробивается Грушков. Соня по рации сообщает, что у неё начинают выпадать волосы, а затем говорит прощальные слова. Но Грушкову всё же удаётся спастись. Вертолёт Президента только задевает взрывная волна, а у самого Президента начинают появляться правильные подозрения в отношении Баринского. Сам Баринский, узнав, что Президент выжил, отдаёт приказ встретить того в аэропорту, схватить и под конвоем спецназа доставить в Кремль. Баринский уже готовит выступление перед страной, так что его не смущает неожиданный поворот событий.

### Финальное противостояние
Грушкову удаётся добраться до Лубянки и освободить Картера прямо из багажника «Чайки», попутно рассказав ему о судьбе Сони. По его словам, «если бы не она, он (Грушков) взлетел бы на воздух вместе с половиной Украины».
Затем Грушков решает искать бомбы, которыми можно шантажировать Баринского, а Картер должен по плану спасти Президента от спецназа, чтобы потянуть время. У него в руках снова оказывается рентгеновская камера, благодаря которой удаётся без лишних проблем избавиться от непосредственно охранявших Горбачёва спецназовцев. После короткого разговора Картер сообщает, что Президенту надо срочно бежать из Кремля. Единственный путь спасения пролегает через Мавзолей Ленина, куда можно добраться по секретному туннелю. Попав в Мавзолей, Картер выходит на связь с Грушковым, который сообщает, что нашёл две из трёх бомб Баринского, и что Баринский знает, где в данный момент находится Президент. У Картера есть всего несколько минут, чтобы подготовиться к отражению штурма спецназа. Он прячет Горбачёва в подсобном помещении, а сам расставляет несколько сюрпризов, в виде мин, по всему периметру. В конечно итоге ему удаётся устранить все отряды спецназа в Мавзолее. Теперь остаётся только вопрос о третьей бомбе, которую Баринский носит при себе и собирается взорвать её в Москве. Грушков посылает людей, чтобы охранять Президента, а Картер тем временем следует за Баринским (выслеживая его по специальному жучку), чтобы остановить его. Поражение Баринского заканчивается роликом, в котором он выбегает во двор Кремля, а Картер следует за ним. Баринский падает на асфальт и, со словами «Я не один. За мной придут другие. Перестройка — это ложь. Долго она не продлится. Россия-Матушка возродится из пепла!», умирает.
Финальный ролик демонстрирует Мавзолей Ленина перед рассветом, где кареты скорой увозят тела Баринского и его отрядов. Картер и Грушков сидят на постаменте рядом со входом. Картер говорит Грушкову, что ему возможно теперь присудят Пулитцеровскую премию, к тому же они спасли Советский Союз. Но Грушков не настолько весел, объясняя Картеру, что правительство СССР замяло всё происшествие, выставив его, как обычную неудавшуюся попытку ограбления Мавзолея, и не связав его никак с аварией на Чернобыльской АЭС. После чего он отдаёт ему чемодан с документами из сейфа Баринского (который, в качестве благодарности, Президент СССР просил передать Картеру) и намекает, что из этих документов Картер узнает, кто на самом деле убил Джона Кеннеди. Когда Картер говорит, что Пулитцеровская премия ему после этого обеспечена, Грушков саркастически замечает, что правительство США, как и правительство СССР, может не допустить обнародования подобных документов, но Картер заявляет ему, что он, в отличие от Грушкова, живёт в свободной стране. Ролик завершается кадром, где над Мавзолеем и над всей Москвой встаёт солнце.

## Критика
| Сводный рейтинг | Сводный рейтинг | Сводный рейтинг |
| Издание         | Оценка          | Оценка          |
| Издание         | PC              | Xbox            |
| --------------- | --------------- | --------------- |
| GameRankings    | 59,92 %         | 61,19 %         |

Cold War получила смешанные оценки, в основном было обращено внимание, что игра является клоном Splinter Cell, однако многие обозреватели упустили существенные различия между ними в плане дизайна и геймплея. При этом к недостаткам игры отнесли такие элементы, как плохой сюжет, непродуманный ИИ и сильное упрощение стелс-элементов по сравнению с упомянутым Splinter Cell. Однако новаторские элементы игры были встречены с благодарностью.
Также наиболее встречаемой жалобой явилось использование защиты StarForce в версии игры для Windows NT. StarForce является предметом постоянной полемики, так как может рассматриваться в системе как вредоносное программное обеспечение.